# Región de Obock
Obock es una región localizada dentro de la República de Yibuti. Su ciudad capital es la ciudad de Obock. Otro asentamiento urbano poco relevante es Khor Angar. Esta región comparte fronteras internacionales con el Estado de Eritrea.
Hay muchos lagos de sal en torno a las costas de la región. El río Wenz We'ima corre a lo largo de la frontera con Eritrea.

## Territorio y población
La extensión de territorio de esta región abarca una superficie de 5.700  kilómetros cuadrados, mientras que la población se compone de unos 40.128 residentes. La densidad poblacional es de 8,54 habitantes por kilómetro cuadrado.
- Datos: Q844929
- Multimedia: Obock Region / Q844929